# Kanker
Kanker é uma cidade e um município no distrito de Kanker, no estado indiano de Chhattisgarh.

## Geografia
Kanker está localizada a 20° 16′ N, 81° 29′ L. Tem uma altitude média de 388 metros (1272 pés).

## Demografia
Segundo o censo de 2001, Kanker tinha uma população de 24 485 habitantes. Os indivíduos do sexo masculino constituem 50% da população e os do sexo feminino 50%. Kanker tem uma taxa de literacia de 77%, superior à média nacional de 59,5%: a literacia no sexo masculino é de 83% e no sexo feminino é de 71%. Em Kanker, 12% da população está abaixo dos 6 anos de idade.